# Централна гара Ополе
Централна гара Ополе (на полски: Opole Główne) е железопътна гара в Ополе, Южна Полша.
Разположена е на железопътна линия 132 (Битом – Централна гара Вроцлав), железопътна линия 136 (Ополе Грошовице – Кенджежин Кожле), железопътна линия 144 (Тарновске Гори – Централна гара Ополе), железопътна линия 280 (Ополе Грошовице – Централна гара Ополе), железопътна линия 300 (Централна гара Ополе – Ополе Изток) и железопътна линия 301 (Централна гара Ополе – Намислов).
Основната зала е обзаведена в архитектура, която съчетава елементи на неоготически, неоренесансов и неокласически стил с декорирана фасада. Перони на гарата се движат по дъгата. През 2014 г. гарата е реновирана. Основната цел на инвестицията е подобряване на комфорта на пътниците, използващи гарата, естетика на сгради, както и безопасност и приспособяване на жп гарата за хората с увреждания. Инвестицията в Централна гара Ополе е финансирана от собствени средства на PKP S.A. Стойността му е 15 милиона zł нетно.